# Adriano Ferreira Martins
Adriano Ferreira Martins, född 21 januari 1982 i São Paulo, är en brasiliansk fotbollsspelare.
Han vann skytteligan i Qatar Stars League 2012 med 18 gjorda mål.